# Севанская семинария Вазгенян
Севанская семинария Вазгенян (арм. Սևանի Վազգենյան հոգևոր դպրանոց) — семинария Армянской апостольской церкви в Армении, на Севанском полуострове; названа в честь Католикоса всех армян и главы Армянской апостольской церкви — Вазгена I.
Главная задача семинарии — подготовка будущих служителей для Армянской апостольской церкви. В 2002 году было построено новое здание семинарии — со всеми бытовыми удобствами, отдельными спальным и учебным зданиями, богатой библиотекой.

## История
Открытие Севанской семинарии стало возможным только после распада коммунистической власти в 1990 году.
Севанская духовная семинария 1994 году была названа «Вазгенян» в память светлопамятного Католикоса Вазгена I.

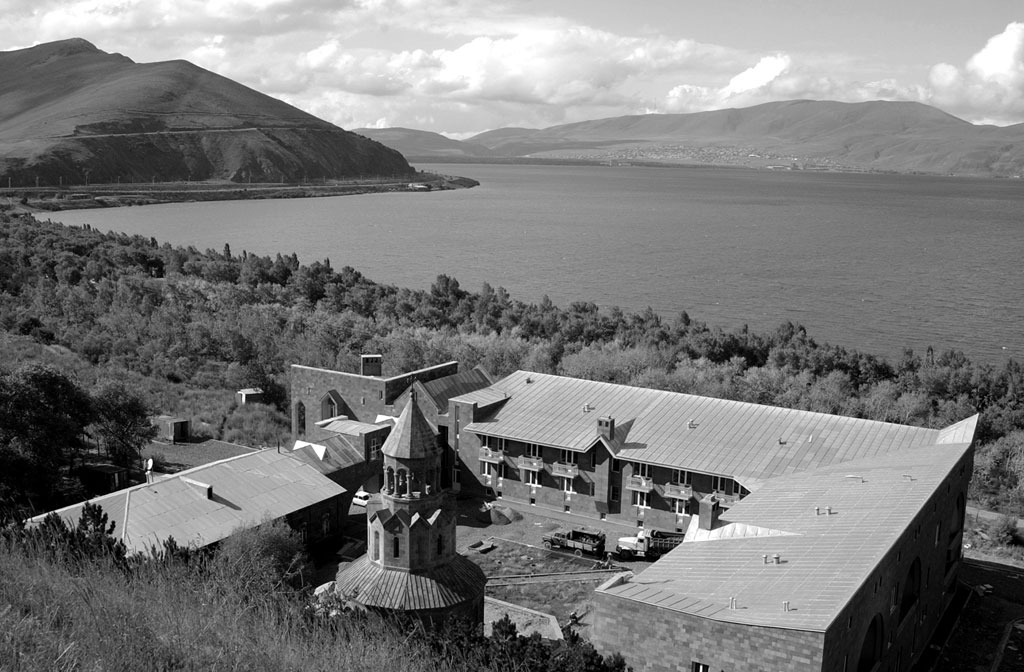
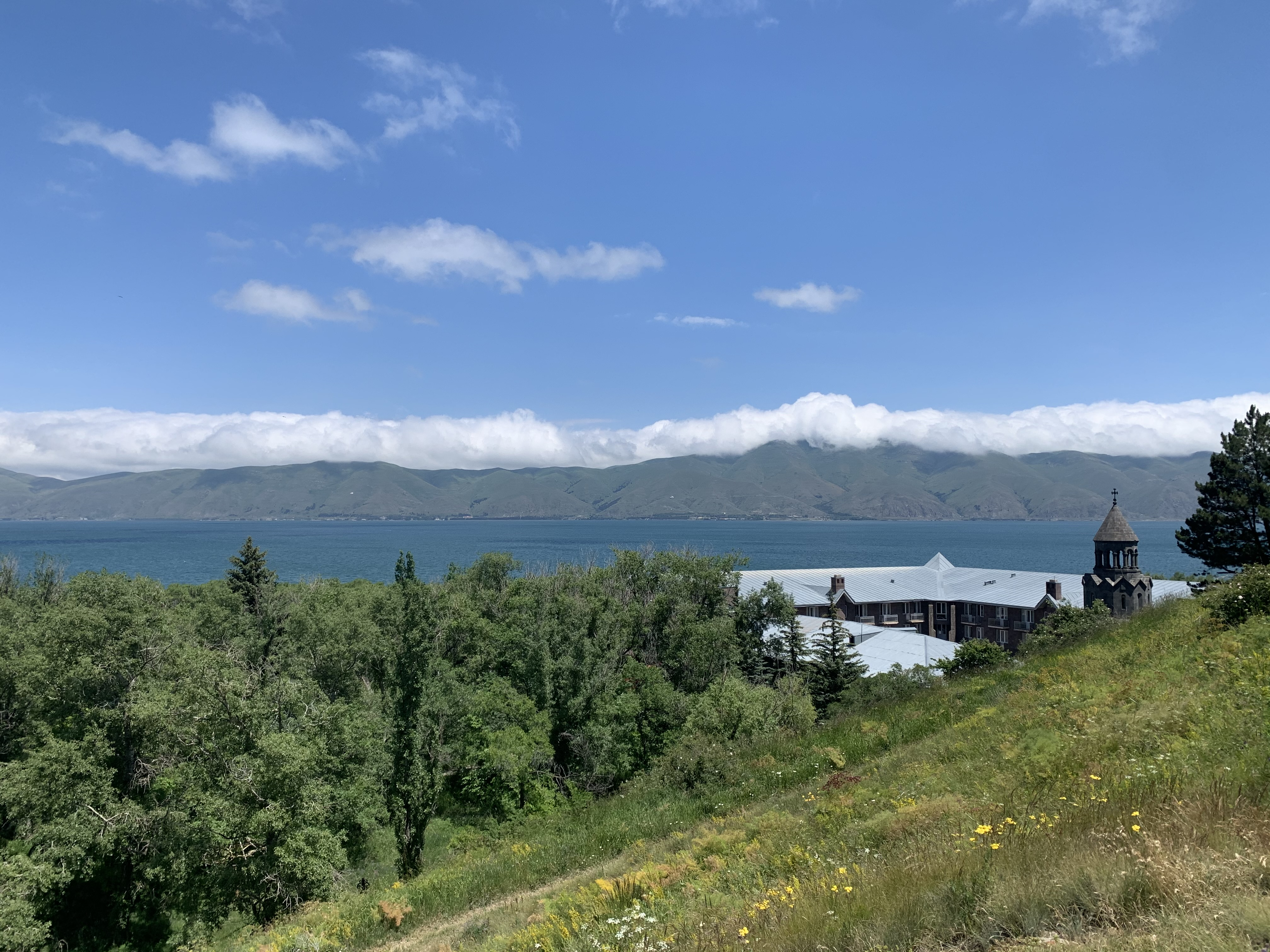
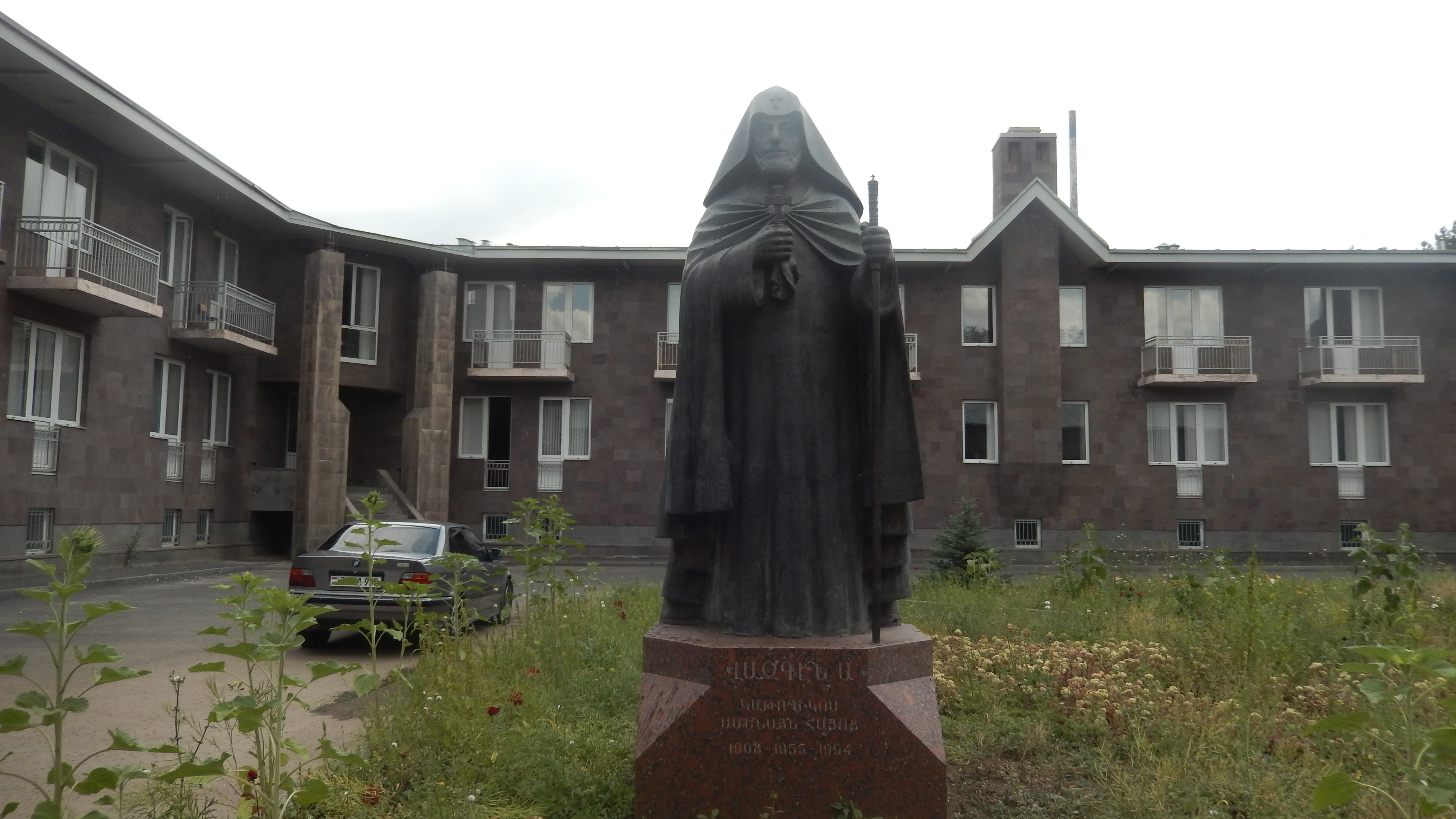